# Mum's the Word (film 1926)
Mum's the Word è un cortometraggio del 1926 diretto da Leo McCarey che ha come interprete Charley Chase.

## Trama
Una donna sta per ricevere una visita a sorpresa di suo figlio ma non vuole farne scoprire l'identità al secondo marito e lo spaccia per il nuovo valletto di questo assunto da lei. In casa c'è anche la cameriera della madre. Durante la notte l'uomo va sempre a trovare la madre e ciò insospettisce il marito, ma da lui va sempre la cameriera e ciò insospettisce la moglie di lui. Alla fine questa confessa di essere la madre del finto valletto e il marito confessa di essere il padre della cameriera.

## Produzione
Il film fu prodotto dagli Hal Roach Studios.

## Distribuzione
Presentato da Hal Roach, il film - un cortometraggio in due bobine - fu distribuito negli USA dalla Pathé Exchange come A Milestone Film Release uscendo nelle sale il 9 maggio 1926.
Copie della pellicola sono conservate negli archivi della Library of Congress e in collezioni private.
Il film è stato inserito in un'antologia in DVD distribuita nel 2011 dalla Milestone Film & Video dal titolo Cut the Chase!: The Charley Chase Collection (1924-1926).